# Lee Teng-hui
Lee Teng-hui, född 15 januari 1923 i dåvarande Taihoku, död 30 juli 2020 i Taipei, var en taiwanesisk politiker som var Taiwans president från 1988 till 2000 och ledare för Kuomintang. Lee var den förste Taiwanfödde som uppnådde det högsta politiska ämbetet i Taiwan.
När Lee föddes i en hakka-familj 1923 var Taiwan en japansk koloni och han fick hela sin utbildning i japanskspråkiga skolor. Lee fick stipendium för att studera vid det kejserliga universitetet i Kyoto, men avbröt studierna 1944 för att tjäna i den Kejserliga japanska flottan under andra världskriget. Lee stannade i Japan efter krigsslutet och tog slutligen sin examen vid Kyotos universitet 1946.
När Lee återvände till Taiwan hade Japan avträtt ön till Republiken Kina och han blev nu kinesisk medborgare. I september 1946 gick han med i Kinas kommunistiska parti och deltog in 228 incidenten 1947, men därefter svalnade hans politiska engagemang.
Efter återkomsten till Taiwan hade Lee inträtt i National Taiwan University och han blev fil. kand. i lantbruksvetenskap 1948. Därefter arbetade han som statstjänsteman i Taiwans ekonomiska uppbygge och studerade åren 1953–1957 vid Iowa State University i USA. 1968 blev han fil.dr. i lantbruksvetenskap vid Cornell University.
Hans egentliga politiska karriär inleddes när han 1972 blev guvernör över Taiwan-provinsen, och därefter borgmästare i Taipei. Som vicepresident övertog han presidentämbetet när föregångaren Chiang Ching-kuo avled 1988. Efter en valreform 1996 blev hade förste presidenten i Republiken Kina som valdes genom direkta demokratiska val. Regeringen i Folkrepubliken Kina, som länge misstänkt att Lee i hemlighet stödde formell taiwanesisk självständighet reagerade med en kraftig propagandakampanj mot honom.
Lee har fortsatt att vara en kontroversiell person efter avgången som president och uteslöts ur Kuomintang för sitt öppna deltagande i Taiwans Solidaritetsförbund som förespråkar taiwanesisk självständighet.